# Olivetská kaple (Hostinné)
Olivetská kaple je pozdně barokní stavba v Hostinném.

## Historie
Myšlenka na stavbu kaple se zrodila v hlavě Františka Matzaka z Ottenburgu. Ten také stavbu zafinancoval, avšak samotnou kapli nechal postavit Jan Finger, občan Hostinného v roce 1777. V 19. století byla přemalována freska uvnitř kaple. V letech 2001 až 2003 proběhla v kapli celková rekonstrukce, při které byla objevena a obnovena původní výmalba kaple.

## Popis

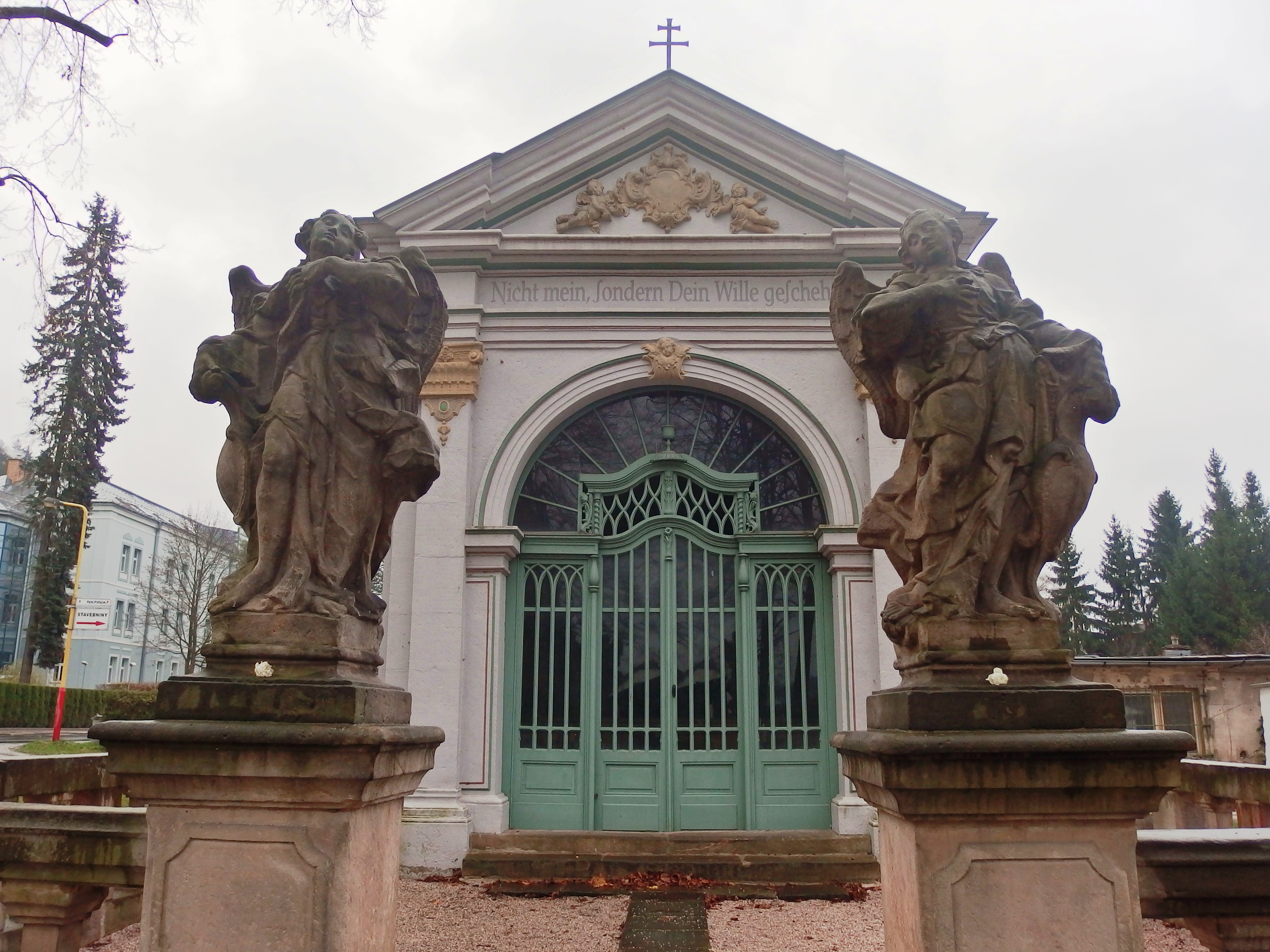
Sochy andělů před kaplí

Vrcholně barokní kaple má čtvercový půdorys s předsazeným dlážděným prostorem. Ten je obehnán balustrádou o výšce 120 cm. Na balustrádě stojí sochy dvou andělů. Ve štítu nalezneme kamenný erb, okolo kterého jsou dva andělíčci. Nad vchodem je německý nápis:
Nicht mein, sondern Dein Wille geschehe

Interiéru dominuje pět pískovcových soch v životní velikosti. Jedná se o modlícího se Ježíše Krista na hoře Olivetské. Anděl nad Kristem drží v rukou kříž a kalich hořkosti. Scéna je doplněna třemi spícími apoštoly. Autorem soch je pravděpodobně Martin Jelínek mladší. Na zdi se nachází barokní freska znázorňující krajinu a Jeruzalém, Jidáše a skupinu vojáků vyvádějících z městských bran zatčeného Ježíše Krista.